# Arris International

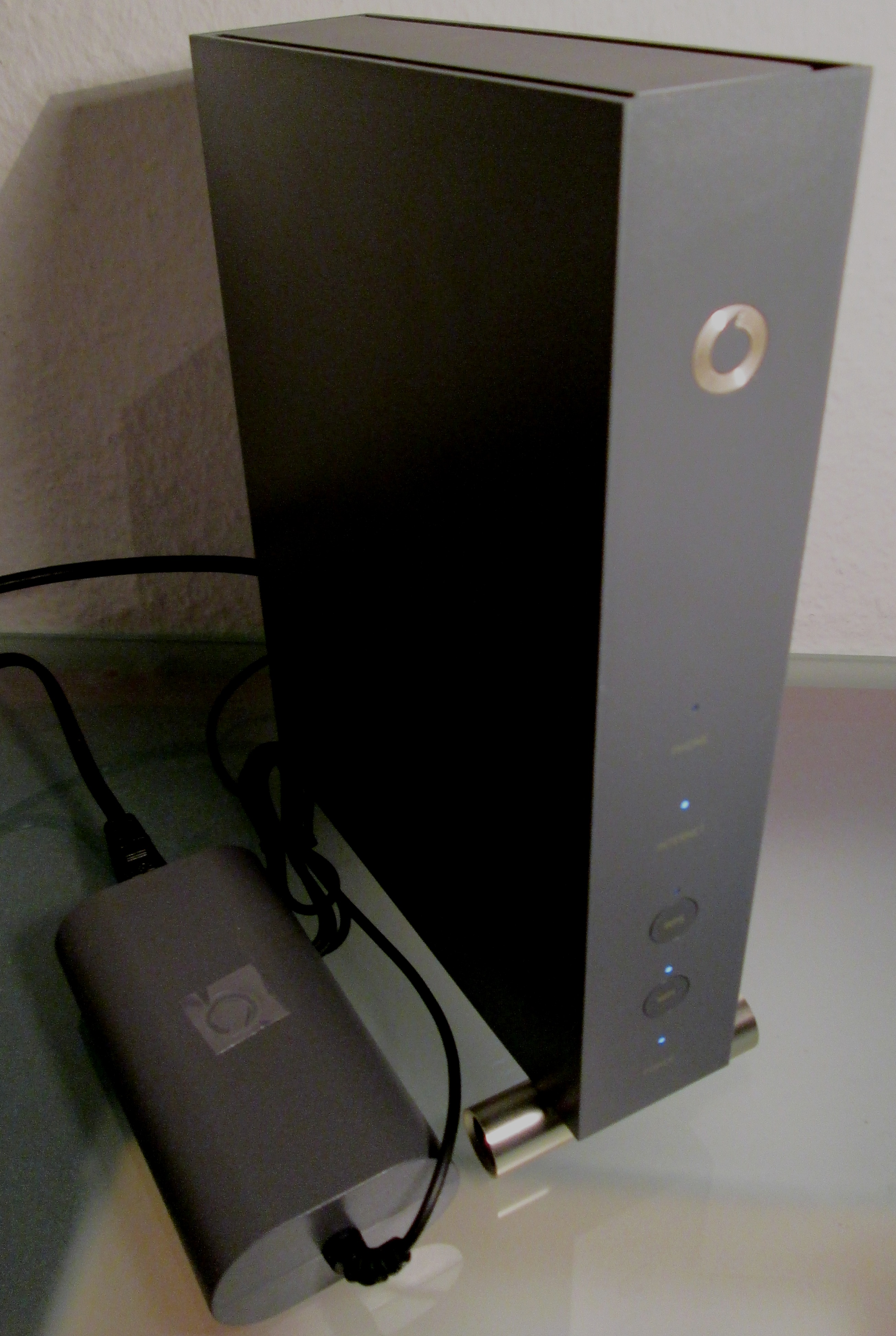
Vodafone-Kabelroutermodem ArrisTG3442DE

Arris International (ehemals Antec Corporation) ist ein Hersteller von Modems und Set-Top-Boxen mit Sitz in London und operativer Hauptzentrale in Suwanee, Georgia. Kunden des Unternehmens sind Telekommunikationsunternehmen und Kabelnetzbetreiber wie Comcast, Time Warner Cable und Vodafone. Bei Cable Modem Termination Systems (CMTS) und Converged Cable Access Platforms (CCAP) ist Arris nach eigenen Angaben Weltmarktführer.
Die Aktien des Unternehmens sind an der NASDAQ notiert.

## Geschichte
Die heutige Arris Group wurde 1991 als Antec Corporation gegründet, die 1993 an die Börse ging. 1995 gründete Antec zusammen mit Nortel Networks das Joint-Venture Arris Interactive. Im Jahr 2000 übernahm Antec das Joint-Venture Arris Interactive komplett und benannte sich in Arris Group um.
Im Jahr 2002 übernahm Arris Cadant, Anbieter von Cable Modem Termination Systemen.
Ende 2007 wurde C-Cor, ein Anbieter von Komponenten für Kabelnetzbetreiber, übernommen.
Am 1. September 2009 übernahm Arris den Bereich Videobearbeitung von EG Technology, Inc. Im selben Jahr übernahm es große Teile des Set-Top-Box-Herstellers Digeo, Inc (der unter anderem den Moxi PVR herstellte) für 20 Millionen US-Dollar.
Am 11. Oktober 2011 übernahm Arris für 172 Millionen US-Dollar BigBand Networks, einen Anbieter von Videobearbeitungssystemen für Kabelnetzbetreiber.
Am 19. Dezember 2012 kündigte Arris an, den Geschäftsbereich Motorola Home (u. a. Modems und Set-Top-Boxen) von Motorola Mobility für 2,2 Milliarden US-Dollar zu übernehmen. Die Übernahme wurde am 17. April 2013 abgeschlossen.
Am 22. April 2015 kündigte die Arris Group an, den britischen Set-Top-Box-Hersteller Pace für 2,1 Milliarden US-Dollar zu übernehmen und seinen Sitz nach Großbritannien zu verlegen. Das durch den Zusammenschluss neu entstehende Unternehmen behielt den Namen Arris, beschäftigte weltweit 8.500 Mitarbeiter und erzielte einen Jahresumsatz von 8 Milliarden US-Dollar. Die bisherigen Arris-Aktionäre hielten 76 Prozent am fusionierten Unternehmen, die Pace-Aktionäre die restlichen 24 Prozent. Die Transaktion wurde am 5. Januar 2016 abgeschlossen. Seit 2016 stellte der britische Set-Top-Box-Hersteller eine Version der Horizon Box (DMC7002KLG) für den internationalen Medienkonzern Liberty Global her.
Zum 22. Februar 2017 übernahm Arris das Unternehmen Brocade, das selbst einige Monate vorher den WLAN-Spezialisten Ruckus übernommen hatte.